# Boudh
Boudh (o Baudh, Bauda, Baudhgarh) è una città dell'India di 17.996 abitanti, capoluogo del distretto di Boudh, nello stato federato dell'Orissa. In base al numero di abitanti la città rientra nella classe IV (da 10.000 a 19.999 persone).

## Geografia fisica
La città è situata a 20° 49' 60 N e 84° 19' 0 E e ha un'altitudine di 77 m s.l.m.

## Società

### Evoluzione demografica
Al censimento del 2001 la popolazione di Boudh assommava a 17.996 persone, delle quali 9.285 maschi e 8.711 femmine. I bambini di età inferiore o uguale ai sei anni assommavano a 2.072, dei quali 1.121 maschi e 951 femmine. Infine, coloro che erano in grado di saper almeno leggere e scrivere erano 12.932, dei quali 7.510 maschi e 5.422 femmine.